# Pseudomops inclusus
Pseudomops inclusus är en kackerlacksart som beskrevs av Walker, F. 1868. Pseudomops inclusus ingår i släktet Pseudomops och familjen småkackerlackor. Inga underarter finns listade i Catalogue of Life.